# Битва при Маньяки
Сражение при Маньяки (греч. Μάχη στο Μανιάκι) — одно из сражений освободительной войны Греции. Состоялось 20 мая (1 июня) 1825 года между египетскими войсками и греческими повстанцами.

## Предыстория
С 1821 по 1824 год, Османская империя пыталась безуспешно подавить Греческую революцию. В 1824 году турецкий султан был вынужден обратиться за помощью к своему вассалу Мохамеду Али, правителю Египта. Мохамед Али располагал армией и флотом, организованными европейскими, в основном бывшими наполеоновскими офицерами. Командование экспедицией было поручено мамелюку Ибрагиму, приёмному сыну Мохамеда Али, выкраденному турками в детстве христианскому мальчику, по другим данным — его сыну от христианской женщины.
Флот Ибрагима первоначально помог туркам подавить восстание на острове Крит, а затем, 27—29 мая 1824 года разрушает остров Касос. 12 февраля 1825 года Ибрагим, воспользовавшись греческой междоусобицей, высадился беспрепятственно в Метони, а 18 февраля снял осаду с крепости Корони.
После этого Ибрагим направился к городу Пилос. 7 апреля повстанцы попытались остановить турко-египтян у Креммиди, но потерпели поражение. Ибрагим осадил крепости Пилоса (Пальокастро и Ньокастро) и 26 апреля египетский флот взял с боем остров Сфактерию (см. Осада Наварино (1825) и Бриг «Арес»).
30 апреля повстанцы сдали крепость Пальокастро, а 6 мая крепость Ньокастро. Ибрагим взял крепости Пилоса, закрепился на юго-западе Пелопоннеса и готовился к походу в центр п-ва, к Триполи, чтобы нанести последний (как он полагал) смертельный удар революции.

## Папафлессас
Григорис Дикеос, он же поп Флессас (буйный, вспыльчивый поп) — одна из самых значительных и удивительных фигур Греческой революции. Ряса почти не соответствовала его характеру, образу жизни и революционному духу. «Он сочетал в себе и бога и дьявола».
После посвящения в Филики Этерия, он становится её апостолом. Его роль в начале восстания 1821 года на полуострове Пелопоннес трудно переоценить. Он однозначно числится в первой семерке руководителей революции, будучи, одновременно и представителем Александра Ипсиланти на полуострове.
Как человек крайностей, к 1825 году Папафлесас, уже военный министр, погряз в греческой междоусобице. Но в отличие от премьер-министра Кунтуриоти и секретаря Александра Маврокордатоса, которые вынашивали утопичную идею создания наёмной армии из иностранцев и после событий на юго-западе Пелопоннеса, Папафлессас осознал опасность, нависшую над революцией и из погрязшего в междоусобице министра, вновь стал революционером.
Оставив, уже коррумпированную, временную столицу город Нафплион, Папафлессас направился вглубь полуострова, поднимать народ на войну с Ибрагимом. Одновременно, он запросил правительство прекратить гонения на военачальником, таких как Никитас Стамателопулос и освободить политических противников, среди которых был Теодорос Колокотрони.
Перед выездом он встретился с французским генералом де Рос, который прибыл с секретной миссией убедить греков, чтобы они запросили для себя короля в лице дюка Немура. Папафлессас был категорически против идеи короля-иностранца, но по выезде его сопровождал безымянный адъютант генерала, которому было суждено погибнуть героически рядом с Папафлессасом.

## На пути к бессмертию
По пути к Триполи он сумел организовать с нуля ядро своего корпуса. К нему примкнули малые военачальники, включая его племянника Димитриса Флессаса. Но от брата Никиты было получено письмо с советами. Ответ Папафлессаса:
«Никита… я вам пишу, чтобы вы ускорили ваше прибытие, а вы мне пишите муру. Никита, это мое первое и последнее письмо. Храни его, читай иногда, вспоминай меня и плачь.»
Из письма исследователи делают вывод, что Папафлессас шёл сознательно на смерть. Папфлессас не стал ждать прибытия дополнительных сил и как только получил информацию, что Ибрагим выступил из Наварино, пошёл ему навстречу.

## Леонидово сражение
Собрав вокруг себя 2 тыс. повстанцев, Папафлессас 19 мая занял позиции у села Маньяки, на склоне холма. Позиция не давала никаких стратегических преимуществ. Папафлессас просто встал на пути у Ибрагима, как бы говоря ему: я здесь и не боюсь тебя.
20 мая, с рассветом, повстанцы спешно стали сооружать 3 бастиона. Первый, самый северный, занял Пафлессас. Второй- его племянник Димитрис Флессас. 3-й, самый южный, Воидис Пьерос со своими маниатами. Войска Ибрагима появились через 3 часа. Примкнувшие повстанцы и крестьяне, при появлении армии Ибрагима, стали разбегаться.
Силы Ибрагима обхватили греческие позиции двумя колоннами, третья заняла позицию препятствующую возможным греческим подкреплениям. Но Папафлессас счёл это положительным событием считая, что так его люди будут драться решительнее и перестанут разбегаться.
Пересчёт показал, что под командованием Папфлессаса осталось менее 1 тыс. повстанцев. Папафлесас держал речь, но сразу по её окончании военачальники послали к нему Кефаласа, которого никто не смел упрекнуть в трусости, дабы убедить Папафлессаса прорываться. Ответом было: «мы победим, но если не дай бог будем побеждены, то обескровим силы врага и история назовёт это бой Леонидовым сражением».
Этот последний оборот говорил о том, что он уже принял решение следовать традиции, которую начал спартанский царь Леонид I, и всего 4 годами ранее, в 1821 году, продолжили Афанасиос Карпенисиотис (см. Битва при Скулень) и Афанасий Дьяк (см. Битва при Аламане).
После этого, выслушав обращение Папафлессаса к предкам, маниат Воидис сказал: «пошли по своим бастионам, а если кто выживет, пусть слушает плач жен».

## Ход боя
Не успели повстанцы разойтись по своим бастионам, как Ибрагим начал свою атаку. Папафлессас надел свой, античного стиля шлем, и командовал боем. Египтяне атаковали непрерывно 4 часа, но безуспешно. В полдень трубачи сыграли отбой и египтяне присели перекусить. Была предпринята ещё одна безуспешная попытка убедить Папафлессаса идти на прорыв.
После обеда египтяне дважды доходили до греческих позиций, но откатывались. Наконец Ибрагим бросил все свои силы на бастион Папафлессаса. Его племянник Димитрис, оставив свой бастион, бросился на выручку дяде, но Папфлессас вернул его назад. Но к тому времени и во втором бастионе уже шла рукопашная. В этой рукопашной и погиб Димитрис Флессас.
Бастион Папафлессаса заполнили красные египетские мундиры. Знаменосец Папафлессаса, выживший в резне хиосец Димитрис (см. Хиосская резня), срывает полотнище флага, прячет его на своей груди, отламывает крест с флагштока и с клинком в руке пробивается сквозь египетские ряды. Последним пал бастион Воидиса. Последние из защитников бросились прорываться по сухому руслу, но на выходе их ждал батальон египетской пехоты. Лишь немногим удалось прорваться, все остальные погибли.

## После боя
Турко-египтяне приступили к отрезанию ушей погибших, чтобы получить от Ибрагима обещанный «бакшиш». После молитвы Ибрагим посетил бастион Папафлессаса. По его приказу был найден обезглавленный труп Папафлессаса. Рядом с ним лежал труп безымянного французского адъютанта. Затем была найдена голова Папафлессаса. По приказу Ибрагима, голову отмыли и соединили с телом, привязав их на шесте.
Ибрагим обращаясь к своим офицерам сказал: «Это действительно был способный и мужественный человек. Он бы мог оказаться нам более полезным, если бы нам удалось взять его в плен». Далее эта сцена обросла в народе такими подробностями, как поцелуй Ибрагима в лоб Папафлессаса, как признак уважения, и фразой: «если у греков много таких как он, то нам никогда их не победить». Но подобные подробности не подтверждены присутствовавшими при этой сцене французскими офицерами Ибрагима.

## Последствия
Маньяки встало в ряд Леонидовых сражений греческой нации и вызвало соответствующую мобилизацию её сил и подъём морального духа. Войну против Ибрагима возглавил в очередной раз только что выпущенный из тюрьмы Теодором Колокотронис. Кости погибших героев этого сражения хранятся в часовне Святой Анастасии, у села Маньяки.